# Терен-6
Терен-6 — нелетальна газова ручна граната українського виробництва. Стоїть на озброєнні органів внутрішніх справ, застосовується при протидії масовим безладам, та в деяких випадках може застосовуватись при затриманні злочинців. Активно застосовувалася проти учасників Євромайдану. Вражаючою речовиною іритантом в газовій гранаті є морфолід пеларгонової кислоти (МПК).

## Історія
З початку 1990-х років в органів МВС України з'явилася гостра потреба в спецзасобах нелетальної дії, в тому числі гранатах сльозогінної дії. Була очевидною необхідність виготовлення подібних спецзасобів на території України.
Розробка гранат зі сльозогінним газом для спеціальних підрозділів і внутрішніх військ МВС України київським науково-виробничим підприємством «Еколог» була виконана в другій половині 1990-х років, 13 січня 1998 року ручна граната «Терен-6» була офіційно прийнята на озброєння органів внутрішніх справ, спецпідрозділів і внутрішніх військ МВС України.
У жовтні 2003 року 482-й конструкторсько-технологічний центр міністерства оборони України представив демонстраційний зразок поліцейського бронетранспортера БТР-70ДіП (модернізований варіант бронетранспортера БТР-70 з двигуном Iveco, обладнаний водометом і шістьма пусковими установками для відстрілу гранат «Терен-6Д» зі сльозогінним газом).
У 2013 році вартість однієї гранати «Терен-6» для внутрішніх військ МВС України становила 225 гривень.
Під час Євромайдану граната активно застосовувалася підрозділами МВС проти активістів. Були зафіксовані численні випадки протиправного застосування гранати бійцями «Беркуту» після примотування до неї скотчем каміння, що перетворювало її на уламкову гранату. Власноручна модифікація подібних гранат суворо заборонена українським законодавством, як і заборонена будь-яка спеціальна уламкова дія подібних гранат.

## Опис
Ручна граната «Терен-6» складається з циліндричного поліетиленового корпусу що має довжину 185—187 мм і діаметр 63—65 мм, у верхню частину якого угвинчений механічний запал, решта об'єму корпусу заповнена порошкоподібним іритантом БМ-4 (з діючою речовиною на основі морфолід пеларгонової кислоти і ортохлорбензіліден-малонанітріла), при вибуху гранати вона створює хмару сльозогінного газу об'ємом 150—180 м³.
Морфолід пеларгонової кислоти володіє значним подразнюючим та алгогеновим ефектом на слизову оболонку очей та органів дихання. При ураженні газом також виникає печіння в очах і носоглотці, рясна сльозотеча і виділення з носа, сильний кашель, напади нудоти, пітливість. По сльозогінній дії дана речовина в 4—5 разів перевершує хлорацетофенон (CN), а по подразнюючій дії її можна порівняти з адамситом (DM). На свіжому повітрі ознаки ураження проходять швидше ніж при дії CN або DM.
Час горіння запала становить три секунди. Температурний діапазон застосування гранати становить від −10 до +40 ° C. Гарантований виробником термін зберігання гранат «Терен-6» становить 3 роки (при дотриманні правил транспортування, зберігання і застосування), гранати з простроченим терміном придатності підлягають знищенню. Серед переваг гранати називають надійність, легкість застосування, помірна ціну в порівнянні з аналогами. Наявність різних модифікацій у тому числі для відстрілу через мортирку з гладкоствольної рушниці. Перелічені переваги зацікавили іноземних покупців, відповідно були здійснені поставки гранат за кордон.

## Техніка безпеки
Граната має застосовуватися тільки в крайніх випадках, коли на агресора не діють усні вмовляння і попередження. Розпилення має припинятися після зупинки протиправних дій. Інструкція забороняє підривати гранату ближче ніж 1,5 метра від людей.
При попаданні газу гранати в очі заходи захисту очей від іританту (вражаючої речовини) аналогічні тим, які застосовуються при ураженні іритантом з балончика. Спершу слід покликати на допомогу людей з неураженими очима (якщо це можливо). Намагатися розплющити очі теж погана ідея, оскільки в організму виникає рефлексія заплющення очей після ураження іриантом. Організм не дасть вам розплющити очі повністю, але в разі успіху ви ризикуєте занести ще більше подразника на сітківку очей. Це тільки збільшить больові відчуття, але ніяк не принесе користі.
Якщо це можливо, необхідно прискорено моргати. Це викличе додаткове виділення сліз, які будуть сприяти вимиванню ірианту з ваших очей, це сприятиме зниженню ступеню ураження.
Далі треба знайти довколишній продуктовий магазин, або попросити про це помічника. Пляшку води і харчову соду. Після чого слід промити обличчя і очі в певній послідовності.
Після цього потрібно змішати харчову соду з негазованою водою. Досить буде 15 грамів на середню пляшку води. Отриманим розчином треба промити очі. А також можна придбати «дитяче мило» і промити очі мильним розчином з дитячого мила і води для розмочення мила. Печіння в очах може посилитися, але це нормально.
Після оброблення очей треба зняти і попрати одяг і потім помити тіло мильним розчином. Значні концентрації речовини на одежі чи предметах здатні викликати подразнення очей, тому одяг треба знімати обережно, а при надвисокому забруднені парами можливо доцільно розрізати одяг для запобігання розмазування ірианту по тілу.

## Варіанти і модифікації
Гранати «Терен-6» випускаються в трьох модифікаціях:
- Терен-6 - стандартний варіант гранати.
- Терен-6Д - варіант «Терен-6» без запалу для відстрілу гранати з дульного гранатомета, закріпленого на стволі рушниці Форт-500 з використанням холостого набоя Терен-12В.
- Терен-6ДУ - навчально-тренувальний варіант гранати «Терен-6Д» з інертним спорядженням замість іританту.

## Країни-експлуатанти
- Азербайджан[7]
- Білорусь
- Грузія
- Киргизстан
- Україна [8]